# (37329) 2001 QW108
2001 كيو دابليو 108 (ويعرف أيضًا باسم (37329) 2001 كيو دابليو 108 وفق تسمية الكوكب الصغير) (بالإنجليزية: 2001 QW108)‏ هو كويكب ضمن حزام الكويكبات؛ وترتيبه 37329 من حيث الاكتشاف.
اكتُشف هذا الجُرم الفلكي بواسطة تعقب الأجرام القريبة من الأرض في 23 أغسطس 2001.

## وصلات خارجية
- (37329) 2001 QW108 في قاعدة بيانات مختبر الدفع النفاث لأجرام النظام الشمسي الصغيرة

- الاكتشاف · مخطط المدار ·  العناصر المدارية · المعلمات المادية

- (37329) 2001 QW108 على موقع ويكي سكاي: DSS2, SDSS, GALEX, IRAS, Hydrogen α, X-Ray, Astrophoto, Sky Map, Articles and images